# メンデル集団
メンデル集団（メンデルしゅうだん：Mendelian population）とは、有性生殖の可能性を通して結ばれた個体の集団からなる一つのまとまった繁殖集団（個体群）のこと。特に、その個体群を構成する個体間での自由な交配が可能であると考えられるものを指す。例えば日本人は互いに交配し、繁殖することが可能なので、メンデル集団のひとつ（部分メンデル集団）と言える。
メンデル集団が持つ遺伝子の総体を遺伝子プールという。集団遺伝学は、メンデル集団を対象に、その遺伝的構造を支配する法則を研究する学問である。